# Joao Grimaldo
Joao Alberto Grimaldo Ubidia (n. 20 februarie 2003, Lima, Peru) este un fotbalist peruan, care joacă pe post de atacant la Sporting Cristal în Primera División Peru. Pe plan internațional, are prezențe la națională pentru Peru U-17, Peru U-20 și Peru.

## Palmares

### Club

#### Sporting Cristal
- Campionatul Peruan: 2020[5]
- Copa Bicentenario: 2021[6]